# Negueira de Muñiz
Negueira de Muñiz is een gemeente in de Spaanse provincie Lugo in de regio Galicië met een oppervlakte van 72 km². Negueira de Muñiz telt 215 inwoners (1 januari 2016).

## Demografische ontwikkeling
Bron: INE, 1857-2011: volkstellingen
Opm.: Tot 1930 behoorde Negueira de Muñiz tot de gemeente Fonsagrada